# Grengiols
Grengiols (walliserdeutsch Grängelsch [ˈgræŋːəlʃ], Einwohnerbezeichnung Grengijer) ist eine Munizipalgemeinde und eine Burgergemeinde im Bezirk Östlich Raron sowie eine Pfarrgemeinde des Dekanats Brig im Schweizer Kanton Wallis.

## Geographie
Grengiols besteht aus der Hauptsiedlung und den Weilern Zenhäusern, Bädel, Bächerhäusern, Viertel und Hockmatte sowie Deisch und Nussbaum. Das Dorf liegt in einer Rinne des südlichen Talhangs und weist ein Ortsbild von ausgeprägter Eigenart auf. Es ist im Bundesinventar der schützenswerten Ortsbilder der Schweiz von nationaler Bedeutung verzeichnet.
Charakteristisch ist der alte Dorfplatz mit seinem torartig verengten Zugang, der zu einem von geschlossenen Häuserfronten umgebenen Platz führt; von dort steigt der strassendorfartige Dorfteil steil eine enge Rinne empor, an deren Endpunkt Kirche, Pfarrhaus und Schulhaus einen besonderen Siedlungsakzent setzen.
Die Weiler Zenhäusern und Bädel liegen westlich, Bächerhäusern, Viertel und Hockmatte östlich der Hauptsiedlung. Besonders erwähnenswert ist der Weiler Hockmatte, der zu den anmutigsten Siedlungen des Wallis zählt.
Deisch und Nussbaum sind rechtsufrig der Rhone gelegen; bei beiden Weilern handelt es sich hauptsächlich um neuere Chaletsiedlungen.
Die nächste grössere Ortschaft Brig ist 13 km entfernt. Grengiols liegt auf der Südseite des oberen Rhonetales auf einem durch Geländeterrassen unterteilten Hang. Geografisch gehört es zum Goms und Aletschgebiet. Das stattliche Dorf liegt am linken Talhang, leicht erreichbar zwischen Mörel, Fiesch und Ernen. Es liegt ein wenig abseits der Hauptstrasse Furka – Sitten und vier Stationen der Matterhorn-Gotthard-Bahn von Brig entfernt.
Der zur Gemeinde Grengiols gehörende Weiler Deisch ist vor allem durch den Kehrtunnel «Deischerkehre» bekannt, in dem die Matterhorn-Gotthard-Bahn eine Steigung zwischen dem Haltepunkt Grengiols und Deisch auf einem Zahnradabschnitt bewältigt. Deisch bildet die Grenze zwischen dem Bezirk Östlich Raron und Goms.
Das Gemeindegebiet erstreckt sich vom Fluss Rotten auf 800 m ü. M. gegen Süden bis zur italienischen Grenze auf 3272 m ü. M. (höchster Punkt: Helsenhorn). Das Gemeindegebiet ist Teil des Landschaftsparks Binntal. Der Grossteil der Gemeindefläche von 5849 ha ist bis 2023 unproduktiv (ca. 3000 ha), d. h. wildromantische und unberührte Natur aus Alpweiden und Bergzügen; nur ein knappes Prozent der Gemeindefläche ist Siedlungsgebiet.

## Geschichte
Grengiols findet sich erstmals 1052 als Graneirolis urkundlich bezeugt; weitere frühe Nennungen sind Graniols (1297) und Greniols (1301). Der Name geht auf das lateinische Diminutiv (Plural) granariolas «kleine Kornspeicher» zurück.
Anlässlich der archäologischen Sondierungen 1979 auf dem Schlosshubel konnten zwei unterschiedliche Kulturschichten aus der Bronzezeit festgestellt werden. Auch gallorömische Gräber wurden auf dem Gemeindegebiet gefunden, welche zusammen mit römischen Münzfunden auf eine Besiedelung während der Zeit des Römischen Reiches hindeuten.
Die erste urkundliche Erwähnung ist vermutlich die Schenkungsurkunde vom 12. Juni 1052 des Bischofs Heimo I., in der er dem Domkapitel von Sitten die Herrschaft Graneirolis schenkte. Hierbei handelt es sich mit hoher Wahrscheinlichkeit um Grengiols. Im Hochmittelalter unterstand das Gebiet der Oberhoheit von Savoyen, welches durch seinen Vasallen, den Herrn von Grandetsch (Granges bei Siders), und später durch die Grafen von Mörel vertreten wurde. 1799 wurde der Ort mit seiner Kirche von österreichischen Soldaten niedergebrannt, welche auf der Flucht vor den Franzosen waren.

## Bevölkerung
| Bevölkerungsentwicklung | Bevölkerungsentwicklung | Bevölkerungsentwicklung | Bevölkerungsentwicklung | Bevölkerungsentwicklung | Bevölkerungsentwicklung | Bevölkerungsentwicklung | Bevölkerungsentwicklung | Bevölkerungsentwicklung | Bevölkerungsentwicklung |      |
| ----------------------- | ----------------------- | ----------------------- | ----------------------- | ----------------------- | ----------------------- | ----------------------- | ----------------------- | ----------------------- | ----------------------- | ---- |
| Jahr                    | 1799                    | 1850                    | 1900                    | 1950                    | 2000                    | 2010                    | 2012                    | 2014                    | 2016                    | 2023 |
| Einwohner               | 313                     | 435                     | 555                     | 565                     | 491                     | 464                     | 466                     | 446                     | 432                     | 445  |

## Botanik
Grengiols ist bekannt für die weltweit einzige Tulpenart, die nur noch in dieser Gemeinde vorkommt. Es handelt sich hierbei um die Grengjer-Tulpe oder in der Fachsprache Tulipa grengiolensis. Das Vorkommen von Tulipa grengiolensis beschränkt sich zurzeit auf das Gemeindegebiet von Grengiols. Derzeit sind drei verschiedene Formen dieser Tulpe dokumentiert: die gelbe Tulpe, die rot-gelbe Tulpe und die rote Tulpe.

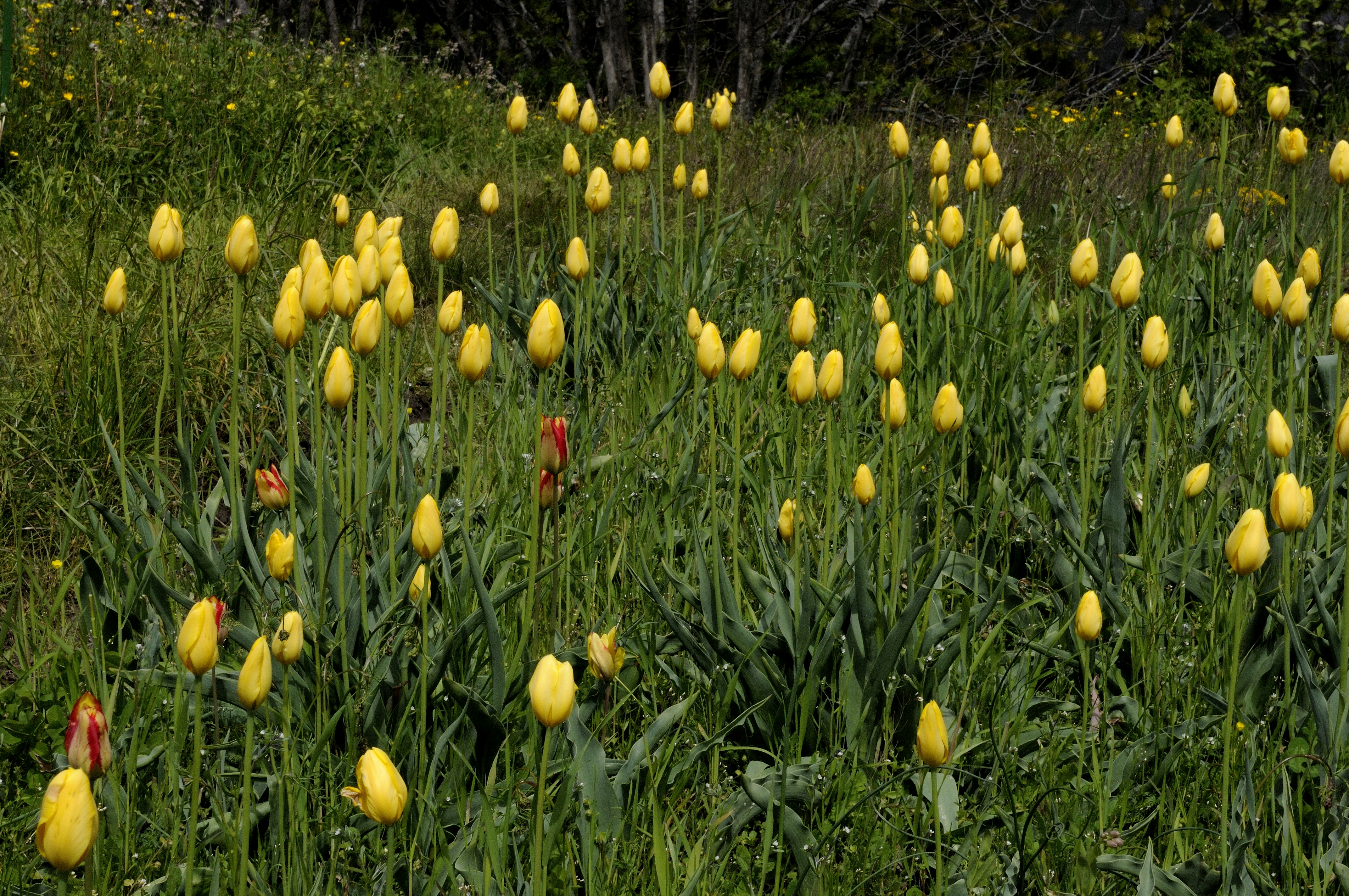
Grengjer-Tulpe

## Sunnutreelleta

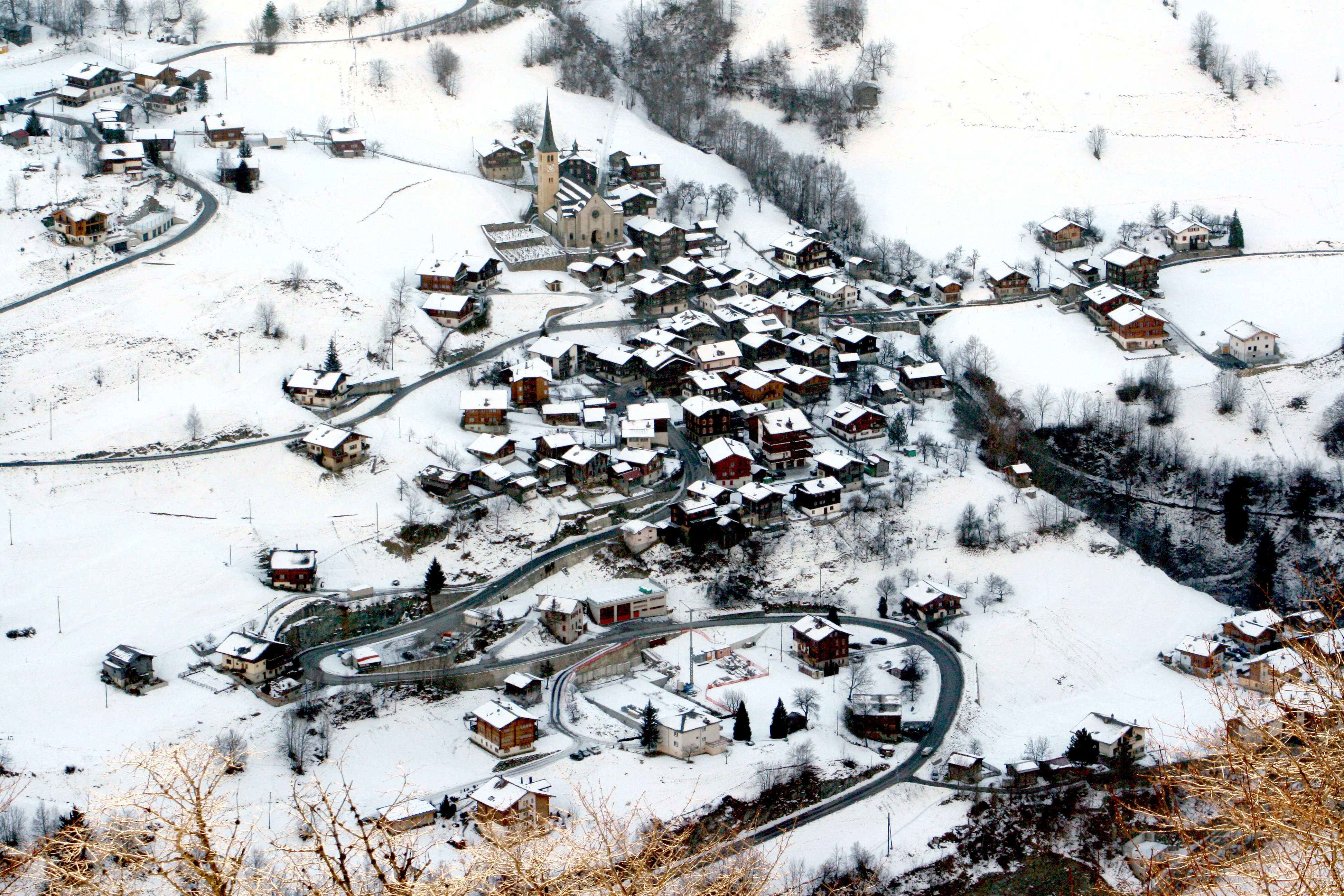
Grengiols im Schatten an einem eigentlich sonnigen Wintertag

Aufgrund seiner Lage in einem engen Gebirgstal wird Grengiols jeweils für den Zeitraum von Ende November bis Mitte Januar nicht von der Sonne beschienen. Seit 1998 feiern die Bewohner jeden dritten Herbst im November das Fest der Sunnetreelleta, bei dem die Sonne symbolisch verabschiedet wird, indem sie in Form eines dreieinhalb Meter grossen Rades das Dorf hinunter gerollt („treellet“) wird. Es handelt sich dabei um eine Kombination von weltlichem und kirchlichem Fest.

## Glockenspiel
In Grengiols übt noch einer der letzten Carilloneure der Schweiz das Glockenspiel aus. Zur Verfügung stehen fünf Kirchenglocken. Die grösste ist die Christkönigsglocke mit 2062 kg. Diese und zwei weitere Glocken mit Baujahr 1927 stammen aus der berühmten deutschen Glockengiesserei von Franz Schilling & Söhne in Apolda.

## Solarparkplanung
Im März 2023 bekanntgemachte Planungen sehen den Bau eines Solarparks in der Mitte des Gemeindegebiets auf einem ca. 3,4 Quadratkilometer großen Almgebiet mit mäßiger Süd- bis Südostneigung südlich bis südwestlich von Breithorn und Furggerpass vor, der jährlich rund 600 GWh Strom erzeugen soll. Das entspricht etwa einem Prozent des Stromverbrauchs der Schweiz in 2022. Etwa drei Kilometer südöstlich davon ist der Bau eines Damms geplant zur Aufstauung eines als Chummensee geplanten Speichervolumens, womit jährlich weitere 600 GWh aus Wasserkraft gewonnen werden sollen. Im Vergleich zu vorher 550 GWh aus Laufwasserkraftwerken im Einzugsgebiet unter Nutzung des Staudamms Chummibord beruht der Zuwachs auf der Nutzung eines Teils des Solarstroms zur Pumpspeicherung; der Damm zielt vor allem auf vergrößerte Anteile der Stromerzeugung im Winter.